# 英驻芜领事署旧址
英驻芜领事署旧址是中国安徽省芜湖市的一座历史建筑，位于镜湖区范罗山。
范罗山位于芜湖县城西北，濒临长江，昔日山上寺宇众多，均毁于太平天国时期。
1877年，烟台条约签订的次年，英国在芜湖设立领事馆，在范罗山山腰至山顶，陆续建造了3座二层楼房，该建筑群均为殖民地外廊式。
其中位于山顶的是英驻芜领事署旧址，办公建筑，建于1877年2月。建筑面积932平方米。该建筑坐北朝南，三面均设有连续拱券回廊，青砖夹砌红砖，铁皮四面坡顶，设有6个老虎窗。大厅设有精美的三折楼梯。
位于东侧山腰的是洋员帮办楼，建于20世纪初，也是三面出廊的二层券廊式建筑，红砖砌筑。
位于西侧山腰的是总税务司公所旧址，建于民国元年（1912年），二层红砖建筑，四坡屋顶。
英国驻芜领事署官邸则位于范罗山西南的雨耕山山顶，始建于1887年，建成于1889年。
抗战期间，英领事署被日军占用。1946年，该建筑成为安徽省税务局办公楼。1949年以后，范罗山上的三幢建筑改为芜湖市委市政府的办公用房，基本保持原貌。2010年市委市政府搬迁城东。

## 保护
2004年10月，英驻芜领事署旧址公布为安徽省文物保护单位。2013年5月，英驻芜领事署旧址公布为第七批全国重点文物保护单位。该建筑群自1990年代以后，多次进行维修，保存完好，2011年，旅游局将其恢复旧貌，曾计划作为范罗山民间收藏园对外开放。现已改为艺术剧院。